# Ilja Walerjewitsch Dawydow
Ilja Walerjewitsch Dawydow (russisch Илья Валерьевич Давыдов; * 25. Januar 1989 in Jaroslawl, Russische SFSR) ist ein russischer Eishockeyspieler, der zuletzt beim HK ŠKP Poprad in der slowakischen Extraliga unter Vertrag stand.

## Karriere
Ilja Dawydow begann seine Karriere als Eishockeyspieler in seiner Heimatstadt in der Nachwuchsabteilung von Lokomotive Jaroslawl, für dessen zweite Mannschaft er von 2005 bis 2009 in der drittklassigen Perwaja Liga aktiv war. Anschließend verbrachte der Verteidiger je eine Spielzeit bei Juschny Ural Orsk in der Wysschaja Liga, der zweiten russischen Spielklasse, sowie bei Ischstal Ischewsk in deren Nachfolgewettbewerb Wysschaja Hockey-Liga. Zur Saison 2011/12 wurde er von Awtomobilist Jekaterinburg aus der Kontinentalen Hockey-Liga verpflichtet und absolvierte in der Folge 19 KHL-Partien für den Klub. Während der Spielzeit wechselte er zu Sputnik Nischni Tagil in die Wysschaja Hockey-Liga, ehe er im Sommer 2012 von Torpedo Nischni Nowgorod verpflichtet wurde. In der Folge wurde er jedoch meist beim HK Sarow in der zweiten Spielklasse eingesetzt.
Zu Beginn der Saison 2013/14 stand er bei Admiral Wladiwostok, ehe er im November 2014 an den HK Traktor Tscheljabinsk abgegeben wurde.
In der Saison 2015/16 stand Dawydow beim HK Witjas unter Vertrag, wechselte aber im Herbst 2016 zu Metallurg Nowokusnezk und kurz vor den Play-offs 2017 zum HK ŠKP Poprad in die slowakische Extraliga.